# 2009 au Liberia
Cet article présente les faits marquants de l'année 2009 au Liberia.

## Évènements

### Janvier
- Vendredi 9 janvier 2009 : Chuckie Taylor, fils de l'ex-dictateur Charles Taylor, reconnu coupable de complot d'assassinats et de tortures, est condamné, par une cour fédérale de Miami (Floride), à 97 ans de prison. Âgé de 31 ans, né aux États-Unis et possédant la nationalité américaine, Il avait été  entre avril 1999 et juillet 2003 à la tête des services antiterroristes lorsque son père dirigeait le Liberia. Le Tribunal spécial pour la Sierra Leone, délocalisé à La Haye, juge actuellement son père pour crimes de guerre et crimes contre l'humanité pendant la guerre civile qui a déchiré ce pays de 1991 à 2001, faisant 120 000 morts[1].

- Mercredi 28 janvier 2009 : la FAO, Organisation des Nations-Unies pour l'Alimentation et l'Agriculture, annonce que le pays pourrait faire face à une nouvelle vague de chenilles légionnaires destructrices de récoltes. Les larves peuvent se reproduire rapidement et pondre quelque 1 500 œufs en une semaine qui peuvent produire des chenilles destructrices des récoltes en quelques jours puis les chenilles retournent dans le sol durant sept à douze jours avant de devenir adultes.

### Février
- Jeudi 5 février 2009 : Le procureur du tribunal spécial pour la Sierra Leone (TSSL), Stephen Rapp, boucle la première étape du procès intenté à l'ancien président du Liberia, Charles Taylor (61 ans), poursuivi pour « crimes contre l'humanité et crimes de guerre », commis entre 1996 et 2002. En janvier 2008, le procureur, Stephen Rapp, a présenté 91 témoins, parmi eux, 31 ex-alliés du chef de guerre, lui permettant de démonter les rouages d'une guerre qui a fait 150 000 morts. Les dépositions montrent que Charles Taylor a exporté la guerre du Liberia vers la Sierra Leone pour s'emparer des richesses diamantifères et pour y parvenir, "Ebony" — le nom de code radio de Taylor — a soutenu et armé les rebelles sierra-léonais du Front révolutionnaire uni (RUF)[2]. Selon les révélations faites, Charles Taylor a fomenté sa « révolution » en Libye, dans les camps d'entraînement de Mouammar Kadhafi et son voisin burkinabé, Blaise Compaoré, lui aurait apporté son soutien. Le célèbre trafiquant d'armes Viktor Bout, arrêté en mars 2008 à Bangkok a alimenté en armes la guerre, depuis la capitale du Liberia, Monrovia en échange de diamants. Dans les zones diamantifères, les rebelles alliés de Charles Taylor coupaient systématiquement les mains droites et obligeaient leurs prisonniers à rechercher les diamants qui étaient ensuite vendus sur les places de New York, Anvers ou Tel-Aviv.

### Mai
- Lundi 4 mai 2009 : les magistrats de La CPI de La Haye refusent la requête déposée par les avocats de l'ex-président du Libéria Charles Taylor en faveur d'un acquittement immédiat. Cependant les magistrats ajourne le procès pour laisser aux avocats de la défense le temps de préparer leurs plaidoiries. La requête présentée par la défense est intégralement rejetée, les juges estimant que l'accusation présente des éléments susceptibles de déboucher sur une condamnation.

### Juillet
- Lundi 13 juillet 2009 : après avoir refusé de comparaître en juin 2007 devant le Tribunal pénal international (TPI), l'ex-président du Libéria Charles Taylor a entendu à La Haye la plaidoirie de ses avocats alors qu'il est jugé pour crimes de guerre et crimes contre l’humanité qu’il aurait commis pendant le conflit en Sierra Leone. Il doit répondre de 11 chefs d'accusations de crimes de guerre et crimes contre l'humanité, notamment de meurtres, tortures, viols, enrôlement d'enfants soldats et recours au travail forcé. On estime qu'un demi-million de personnes ont été tuées durant la guerre au Sierra Leone (1991-2002), alimentée par le trafic de diamants. Au total, 91 témoins ont déposé contre lui après l'ouverture de son procès en 2007.

- Mardi 14 juillet 2009 : l'ex-dictateur Charles Taylor qualifie de « mensonges » les accusations de crimes de guerre et de crimes contre l'humanité portées contre lui devant le Tribunal spécial pour la Sierra Leone (TSSL) et plaide non coupable de 11 crimes, notamment meurtre, viol et enrôlement d'enfants soldats : « Il est très très très malheureux que la désinformation, les mensonges et rumeurs de l'accusation m'associent » à l'image d'un meurtrier, d'un terroriste et d'un violeur. « C'est vraiment incroyable que de telles descriptions de moi aient été faites […] Mon nom est Dakpenah Docteur Charles Ghankay Taylor, le 21e président de la République du Liberia […] je me suis battu toute ma vie pour faire ce que je pensais être juste et dans l'intérêt de la justice »[3].

- Lundi 27 juillet 2009 : l'ex-dictateur Charles Taylor nie, devant le Tribunal spécial pour la Sierra Leone (TSSL), ne s'être « jamais » livré au cannibalisme au Liberia, et qu'il ne l'avait pas ordonné à ses troupes, à la suite de la déposition d'un témoin de l'accusation qui a raconté qu'il avait mangé de la chair humaine avec Charles Taylor lors d'une cérémonie de la société secrète Poro, dont l'accusé est aujourd'hui encore le chef. D'autres témoins à charge ont raconté que les combattants du Front national patriotique du Liberia (NPFL), avaient l'habitude d'utiliser cette tactique pour inspirer la crainte aux civils[4].